# Atzara
Atzara is een gemeente in de Italiaanse provincie Nuoro (regio Sardinië) en telt 1293 inwoners (31-12-2004). De oppervlakte bedraagt 35,8 km², de bevolkingsdichtheid is 36 inwoners per km².

## Demografie
Atzara telt ongeveer 500 huishoudens. Het aantal inwoners daalde in de periode 1991-2001 met 1,7% volgens cijfers uit de tienjaarlijkse volkstellingen van ISTAT.
| Jaar | Inwoneraantal |
| ---- | ------------- |
| 1991 | 1332          |
| 2001 | 1310          |

## Geografie
De gemeente ligt op ongeveer 530 m boven zeeniveau.
Atzara grenst aan de volgende gemeenten: Belvì, Meana Sardo, Samugheo (OR), Sorgono.

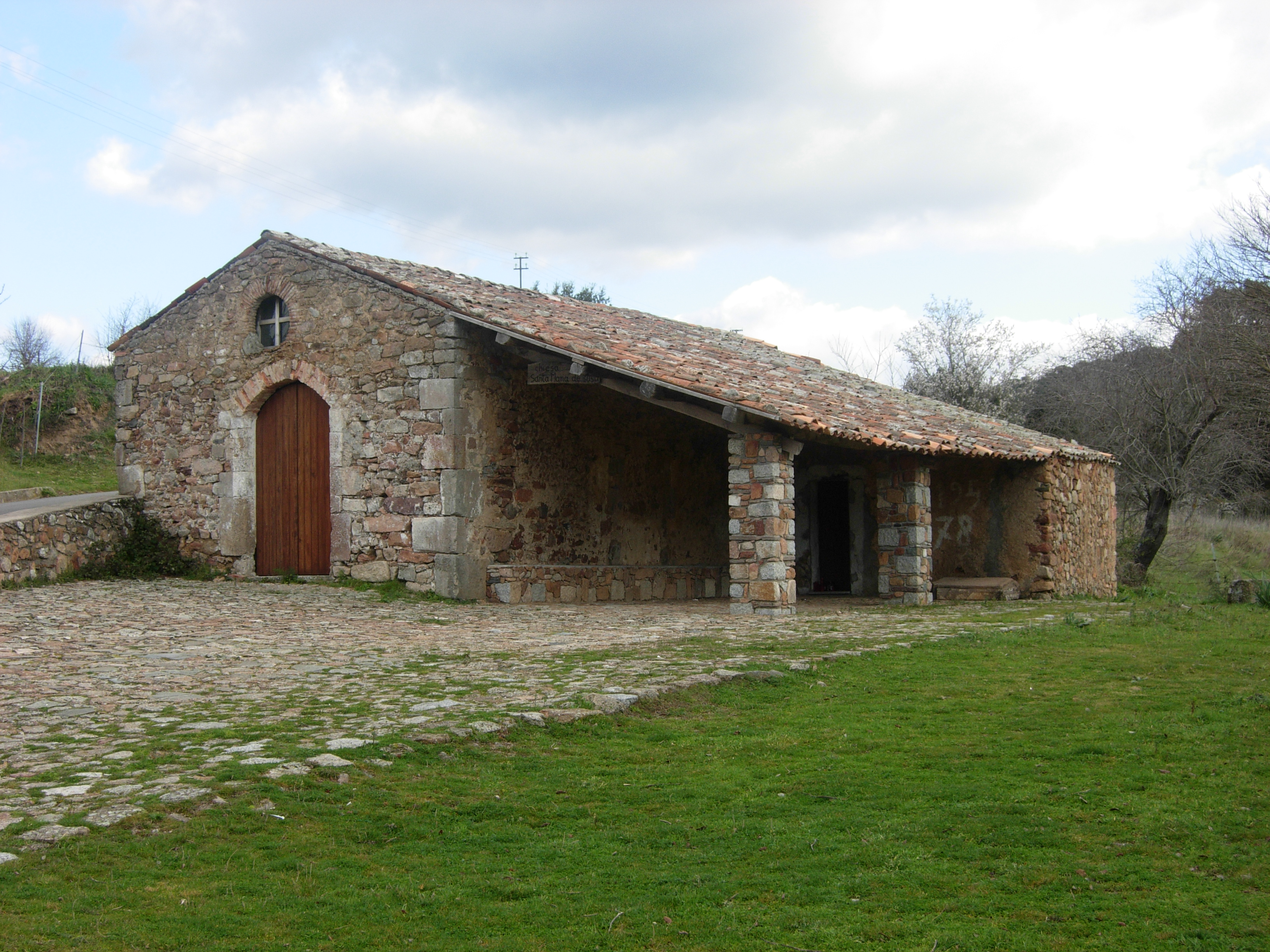
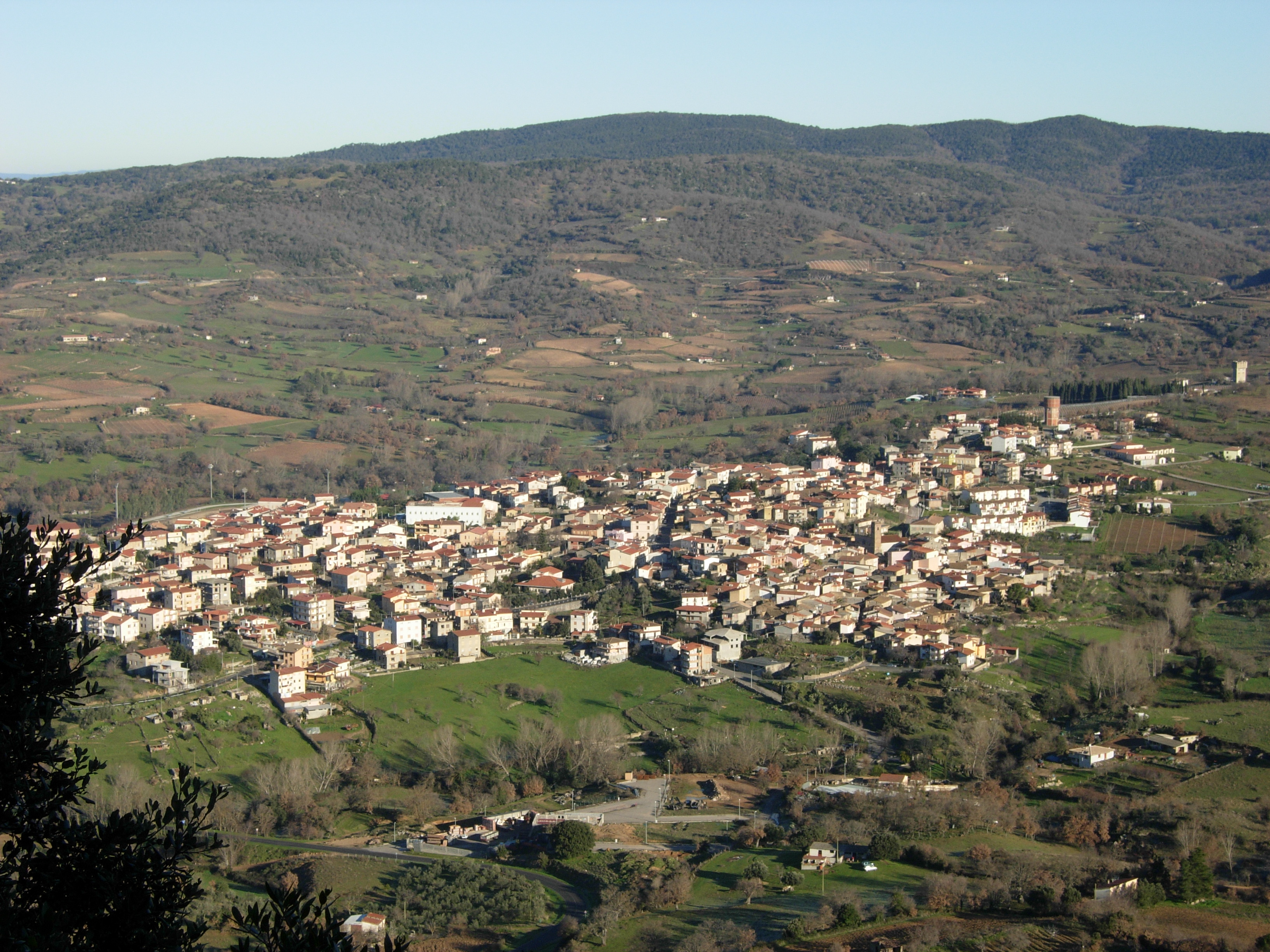
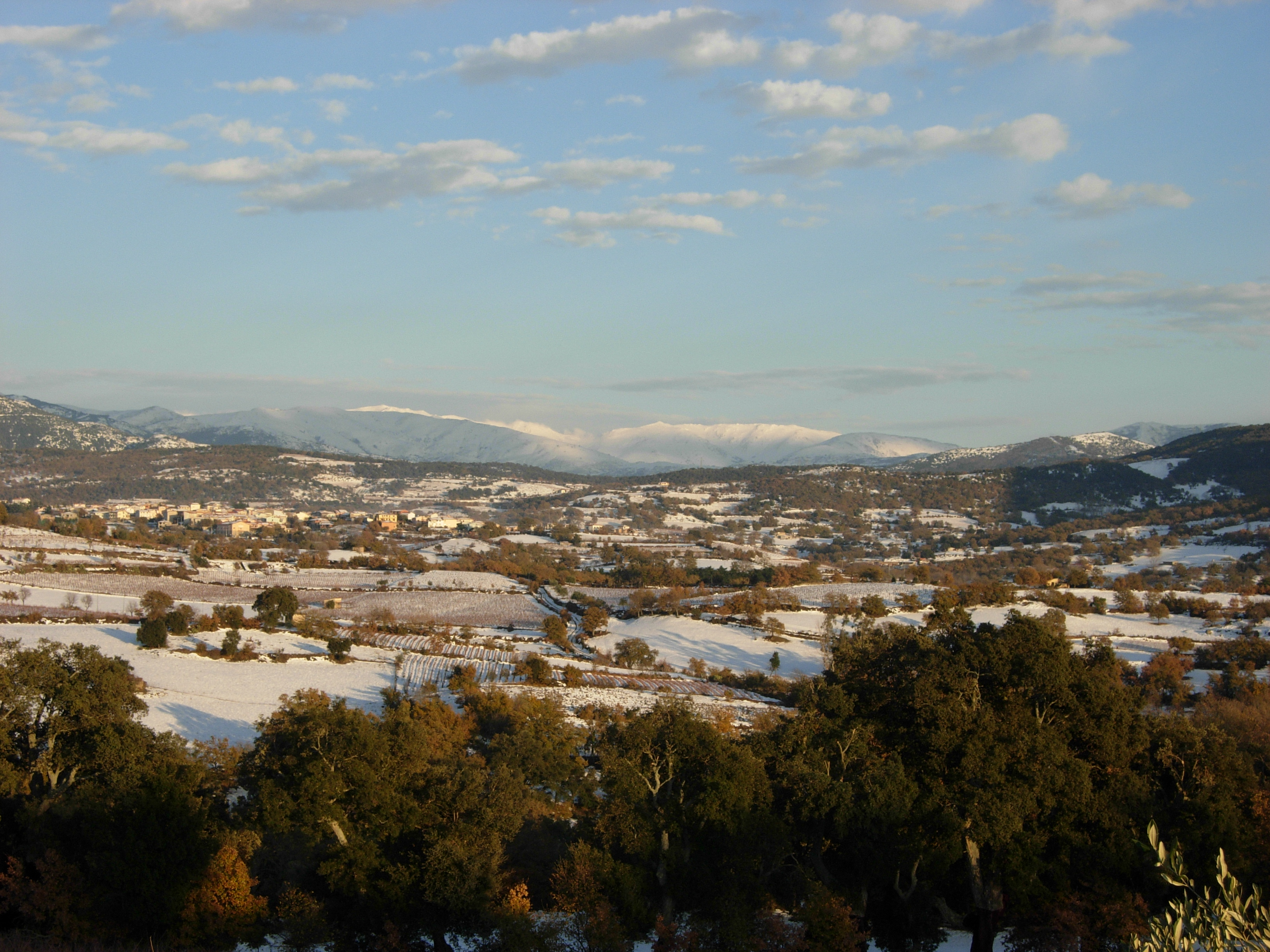

Aritzo · Atzara · Austis · Belvì · Birori · Bitti · Bolotana · Borore · Bortigali · Desulo · Dorgali · Dualchi · Fonni · Gadoni · Galtellì · Gavoi · Irgoli · Lei · Loculi · Lodine · Lodè · Lula · Macomer · Mamoiada · Meana Sardo · Noragugume · Nuoro · Oliena · Ollolai · Olzai · Onanì · Onifai · Oniferi · Orani · Orgosolo · Orosei · Orotelli · Ortueri · Orune · Osidda · Ottana · Ovodda · Posada · Sarule · Silanus · Sindia · Siniscola · Sorgono · Teti · Tiana · Tonara · Torpè
1. ↑  https://demo.istat.it/?l=it.